# TV Landsberg
Der TV Landsberg war ein Sportverein mit Sitz in der bayerischen Stadt Landsberg am Lech.

## Geschichte
Die Fußball-Mannschaft des TV stieg zur Saison 1944/45 in die Gauliga Bayern auf und wurde dort in die Gruppe Schwaben eingeordnet. Nachdem der TV sieben Spiele gespielt hatte, wurde die Liga kriegsbedingt abgebrochen. Zu diesem Zeitpunkt hatte der Verein 8:6 Punkte und stand auf dem vierten Platz der Tabelle. Was nach dem Ende des Zweiten Weltkriegs mit dem Verein passierte ist nicht mehr bekannt.